# 순천군 을
순천군 을은 대한민국의 옛 국회의원 선거구이다. 당시 전라남도 순천군 지역을 관할했다.

## 역사
제헌 국회의원 선거를 앞두고 순천군의 일부 지역을 관할하는 선거구로 신설되었다. 신설 당시 순천군 월등면, 쌍암면, 주암면, 송광면, 외서면, 낙안면, 별량면, 도사면, 상사면을 관할하는 선거구로 신설되었다.
1949년 8월 14일, 순천군 순천읍·도사면·해룡면 일부가 순천부로 분리되었으며 이내 순천부는 순천시로 개칭되었다. 또한 순천군 잔여 지역은 승주군으로 개칭되었다. 이에 제2대 국회의원 선거를 앞두고 순천시 선거구와 승주군 선거구로 분리되면서 폐지되었다.

## 역대 국회의원
| 선거   | 정당 | 정당               | 의원   |
| ------ | ---- | ------------------ | ------ |
| 1948년 |      | 대한독립촉성국민회 | 조옥현 |

## 역대 선거 결과

### 대한민국 제헌 국회의원 선거
|  | 48.24% |

|  | 19.63% |

|  | 17.33% |

|  | 14.78% |